# Na Mira
Na Mira foi um programa jornalístico brasileiro com o formato de jornalismo policial local transmitido pela TV Aratu entre 17 de novembro de 2008 e 28 de agosto de 2015. Voltou ao ar no dia 11 de dezembro de 2017, sendo exibido pela Rede Brasil Bahia, mas voltou a ser descontinuado em 9 de março de 2018, após a emissora ser extinta por não ter autorização para gerar programas.
Enquanto exibido pela TV Aratu, o programa se destacou devidos aos bons índices de audiência na medição do IBOPE em Salvador, na primeira fase. Mas também pelas críticas por violar de forma sistemática uma série de direitos fundamentais, conforme denúncia do Ministério Público da Bahia. Quanto a isso, ainda ficou em quarto lugar na campanha feita por telespectadores, "Quem Financia a Baixaria é Contra a Cidadania", com denúncias fundamentadas sobre "sensacionalismo, apologia à violência e desrespeito à pessoa humana".
Em abril de 2009 o Ministério Público da Bahia entrou com uma ação civil pública pedindo que o programa fosse suspenso do ar por usar "o pretexto de mostrar a vida real" e "apresentar diariamente cenas de extrema violência e reportagens constrangendo, ilegalmente e de forma humilhante, pessoas negras e pobres que são presas pela polícia, ofendendo, dessa forma, direitos e garantias fundamentais da pessoa humana." Também foi destacado pelos promotores o uso de cenas com cadáveres ensanguentados, pessoas torturadas e assassinadas em um horário muito acessível por crianças.
Segundo os promotores Almiro Sena e Isabel Adelaide o Na Mira "viola de forma sistemática, reiterada e ostensiva, uma série de outros direitos fundamentais igualmente importantes (…) ao realizar a execração pública, inclusive com xingamentos de pessoas suspeitas, processadas ou condenadas pela prática de algum crime, o programa fomenta a discriminação desses e de todos que se encontrem em situação semelhante, mormente a população afrodescendente moradora de bairros periféricos, por ser essa a que é, quase exclusivamente, mostrada diariamente (…) [O programa], além de não prestar qualquer serviço dessa natureza, utiliza-se covardemente da justificativa de servir ao interesse público, para fazer exatamente o oposto. Ou será que humilhar, xingar, ridicularizar e expor indevidamente, e da pior forma possível, a imagem de pessoas pobres ou paupérrimas presas nas Delegacias de Polícia é atender ao interesse público?"
Após a notificação do Ministério Público, a produção do Na Mira não melhorou o conteúdo e passou a fazer referências de que iria continuar com seu formato original, além de provocar o Ministério chamando-os de "homens de capa preta". Dos DVD enviados para análise no Ministério Público, o juiz Manuel Bahia informou que encontrou facilmente "quadros chocantes, pavorosos, tétricos, macabros e dantescos." Foi determinada a suspensão temporária do programa, sob pena de multa diária de 10 mil reais em caso de desobediência.